# Катов (Скалица)
Катов (слч. Kátov) насељено је мјесто са административним статусом сеоске општине (слч. obec) у округу Скалица, у Трнавском крају, Словачка Република.

## Становништво
| Година:    | 1994. | 2004.   | 2014.   | 2024.   |
| ---------- | ----- | ------- | ------- | ------- |
| Број људи: | 538   | 574     | 613     | 624     |
| Разлика:   |       | +6,69 % | +6,79 % | +1,79 % |

| Година:    | 2023. | 2024.   |
| ---------- | ----- | ------- |
| Број људи: | 615   | 624     |
| Разлика:   |       | +1,46 % |

Према подацима о броју становника из 2024. године насеље је имало 624 становника.